# 창동서원
창동서원(滄東書院)은 대한민국 전북특별자치도 정읍시 이평면에 있는 서원이다. 1984년 4월 1일 전북특별자치도의 문화재자료 제78호로 지정되었다.

## 개요
창동서원은 근대 유학자 김택술(1884~1954)의 위패를 모시고 제사 지내는 곳이다. 김택술은 이 곳에서 출생하여 성리학자 전우(1841~1922)의 문하에서 공부했다. 그는 최익현과 함께 항일운동에 참가했으며, 효행으로 이름을 떨쳤다. 말년에는 이 곳에서 후진을 교육하며 철저한 독립사상을 고취시켜 일제에 항거했다. 이 서원은 김택술의 이러한 업적을 기리기 위해 1965년에 지방 선비들이 의견을 모아 세운 것이다. 경내에는 위패를 모신 사우를 비롯하여, 내삼문·외삼문·강당 등의 건물이 있으며, 각종 문집을 소장하고 있다.

## 같이 보기
- 김택술
- 전우

## 참고 자료
- 창동서원 - 국가유산청 국가유산포털